# Suramericano de Natación de 2004 - 100 m. Mariposa Masculino
La prueba de 100 m mariposa masculino del campeonato sudamericano de natación de 2004 se realizó el 27 de marzo de 2004, el tercer día de competencias del campeonato. Cuatro nadadores lograron la marca clasificatoria a los Juegos Olímpicos de Atenas 2004.

## Medallistas
| Evento         | Oro                               | Plata                           | Bronce                               |
| -------------- | --------------------------------- | ------------------------------- | ------------------------------------ |
| 100 m mariposa | Kaio De Almeida · Brasil · 54.02. | Luis Rojas · Venezuela · 54.61. | Albert Subirats · Venezuela · 54.91. |

## Resultados
| Posición | Carril | Nadador          | Tiempo     |
| -------- | ------ | ---------------- | ---------- |
| 1        | 4      | Kaio De Almeida  | 54.02. MCO |
| 2        | 2      | Luis Rojas       | 54.61. MCO |
| 3        | 5      | Albert Subirats  | 54.91. MCO |
| 4        | 3      | Gustavo Pascheta | 55.77. MCO |
| 5        | 6      | Juan Valdivieso  | 56.61.     |
| 6        | 8      | Julio Galofre    | 56.85.     |
| 7        | 1      | Eduardo Carrillo | 57.02.     |
| 8        | 7      | Felipe Santos    | 57.22.     |

MCO: Marca Clasificatoria a Olímpicos.